# Shorea seminis
Shorea seminis là một loài thực vật thuộc họ Dipterocarpaceae. Loài này có ở Malaysia và Philippines.